# سالنامه فیزیک
سالنامه فیزیک(به آلمانی: Annalen der Physik) یکی از قدیمی‌ترین مجلات پیرامون علم فیزیک است که از سال ۱۷۹۹ تاکنون منتشر می‌شود. مقالات این مجله در زمینه‌های فیزیک تجربی، فیزیک تئوری، فیزیک ریاضی و کاربردی پس از بازبینی کامل چاپ می‌شوند.